# Oncidium inouei
Oncidium inouei är en orkidéart som beskrevs av Tamotsu Hashimoto. Oncidium inouei ingår i släktet Oncidium och familjen orkidéer. Inga underarter finns listade i Catalogue of Life.